# Dabič
Dabič je priimek v Sloveniji, ki ga je po podatkih Statističnega urada Republike Slovenije na dan 1. januarja 2010 uporabljalo 7 oseb in je med vsemi priimki po pogostosti uporabe uvrščen na 22.059. mesto.

## Znani nosilci priimka
- Lea Dabič (*1981), alpska smučarka